# Gentiana hexaphylla
Gentiana hexaphylla là một loài thực vật có hoa trong họ Long đởm. Loài này được Maxim. ex Kusn. mô tả khoa học đầu tiên năm 1894.